# Хънан
Хънан (на мандарински: 河南省; пинин: Hénán) е провинция в централната част на Източен Китай. Административен център и най-голям град в провинцията е град Джънджоу.